# Gymnasium Steglitz
Das Gymnasium Steglitz ist ein altsprachliches humanistisches Gymnasium im Berliner Bezirk Steglitz-Zehlendorf mit etwa 800 Schülern. Darüber hinaus ist das Gymnasium Steglitz seit dem Schuljahr 2012/2013 Standort der Staatlichen Europa-Schule Berlin (SESB) für die Sprachkombination deutsch-griechisch. Als offene Ganztagsschule bietet das Gymnasium auch eine Hortbetreuung an. Nach seiner Lage in der Steglitzer Heesestraße wird es oft auch als „Heese-Gymnasium“ oder schlicht „Das Heese“ bezeichnet.

## Geschichte

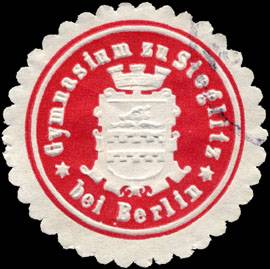
Siegelmarke Gymnasium zu Steglitz bei Berlin

Das Gymnasium Steglitz wurde 1886 in der damals noch eigenständigen Gemeinde Steglitz gegründet. In den vorangegangenen Jahrzehnten war das ehemalige Dorf zu einem einwohnerstarken Vorort Berlins angewachsen, wodurch die Notwendigkeit für eine höhere Lehranstalt entstand. Anfangs war die Schule noch in der benachbarten Plantagenstraße untergebracht, bis vier Jahre später das jetzige Gebäude in der Heesestraße bezogen wurde.
Die ersten Abiturienten gingen 1893 von der Schule ab – die erste Abiturientin jedoch erst 1950.
Um die Jahrhundertwende wurde die Wandervogelbewegung von Karl Fischer am Gymnasium Steglitz ins Leben gerufen. Heute gibt es auch ein Karl-Fischer-Zimmer an der Schule. Ein farbiges Bild der eigenen Schulerfahrungen und -Eindrücke zeichnete Hans Blüher als „erster Historiker“ des Wandervogels in der gleichnamigen, 1912 erschienenen dreibändigen Geschichte einer Jugendbewegung und dann noch einmal mit anderen Akzenten in seinen Lebenserinnerungen Werke und Tage. Blüher war von 1898 bis 1907 hier Schüler. 1906 erfolgten größere Umbauten am Schulgebäude. Der Erste und Zweite Weltkrieg führten zu Einschränkungen des Schulbetriebs. Im Zweiten Weltkrieg wurde das Schulgebäude beschädigt und musste anschließend umgebaut werden.
Wilhelm Liebknecht, dem Sohn von Karl Liebknecht, sollte nach der Ermordung seines Vaters das Abitur an der Schule verwehrt werden. Erst nach Intervention des preußischen Kultusministers Konrad Haenisch wurde er zugelassen.
Ab 1957 wurden die sogenannten Antikenfahrten des Abschlussjahrgangs nach Rom beziehungsweise Griechenland zur festen Gewohnheit, die bis heute andauert; Mittlerweile finden auch Antikenfahrten nach Sizilien statt. 1972 erhielt der Gebäudekomplex durch die Fertigstellung des Fachraumtraktes seine heutige Form. Die Schule erhielt bundesweite Aufmerksamkeit in den Medien, als im Jahr 2000 ein Geschichtslehrer nach einer Elterninitiative wegen angeblicher rechtsextremistischer Ansichten vom Dienst suspendiert wurde. Der betroffene Lehrer ist seit dieser Zeit nicht mehr Mitglied des Lehrerkollegiums des Gymnasiums Steglitz. Das gegen ihn eingeleitete Disziplinarverfahren mit dem Ziel der Entfernung aus dem Dienst wurde im Jahr 2007 vom Oberverwaltungsgericht Berlin weitgehend zu seinen Gunsten entschieden.

## Schulleben

### Profil
Das Gymnasium Steglitz ist ein grundständiges Gymnasium, das heißt, es beginnt mit der fünften und nicht wie sonst in Berlin üblich mit der siebten Klasse. Die Schule verfügt über ein altsprachliches Profil: Latein (ab Klassenstufe 5) und Altgriechisch (ab Klassenstufe 8) sind neben Englisch  Pflichtfächer. Damit gehört das Gymnasium Steglitz zu den wenigen Schulen, an denen das Unterrichtsfach Griechisch noch vorgeschrieben ist. Eine der alten Sprachen muss als eines der fünf Prüfungsfächer im Abitur gewählt werden. In der Klassenstufe 9 kann man Französisch als weitere Sprache wählen. Außerdem kann man in die Althebräisch-AG eintreten.
Seit dem Schuljahr 2012/2013 ist das Gymnasium Steglitz auch Standort für die Staatliche Europaschule Berlin (SESB) Griechisch. Es bietet für Schüler, die deutsch-griechisch bilingual aufgewachsen sind, von Klasse 7 bis zum Abitur eine bilinguale Ausbildung an. Die Fremdsprachen der SESB-Schüler sind Neugriechisch, Englisch (beide ab Klassenstufe 5), ab der 7. Klassenstufe verpflichtend Französisch. Altgriechisch kann ab Klassenstufe 8 dazugewählt werden.
Seit dem Schuljahr 2010/11 ist das Gymnasium Steglitz offene Ganztagsschule. So bietet die Schule eine Hortbetreuung v. a. für die Schüler der 5. und 6. Klassen an, die vom Kooperationspartner, Mittelhof e. V., organisiert und gestaltet wird. Sie nennt sich „Otium“ (lateinisch für Freizeit). Dort können die Schüler ihre Hausaufgaben machen und werden anschließend bis 16.00 Uhr in speziellen Horträumen betreut. Das Gymnasium Steglitz ist im Netzwerk „Ganztagsschule“ aktiv und steht damit im Austausch mit anderen Ganztagsschulen Berlins.
Seit dem Schuljahr 2021/22 nimmt die Schule am Schulversuch Hybride Formen des Lehrens und Lernens teil.
Zusammen mit anderen traditionsreichen grundständigen Gymnasien wie dem Goethe-Gymnasium, dem Französischen Gymnasium, dem Canisius-Kolleg und dem Grauen Kloster gehört das Gymnasium Steglitz zu den bekannteren Schulen Berlins.

### Lehrer- und Schülerzahl
Im Schuljahr 2023/2024 besuchten 802 Schüler die Schule. Davon besaßen 149 Schüler nicht die deutsche Staatsangehörigkeit und 211 Schüler waren nichtdeutscher, davon mehrheitlich griechischer Herkunftssprache.
| Schuljahr | Lehrer | Schüler |
| --------- | ------ | ------- |
| 2001/2002 |        | 999     |
| 2002/2003 |        | 1017    |
| 2003/2004 | 85     | 1008    |
| 2004/2005 | 85     | 1046    |
| 2005/2006 | 90     | 1030    |
| 2006/2007 | 87     | 1023    |
| 2007/2008 | 85     | 1017    |
| 2008/2009 | 77     | 1001    |
| 2009/2010 | 82     | 991     |
| 2010/2011 | 82     | 987     |
| 2011/2012 | 89     | 1012    |
| 2012/2013 | 94     | 1016    |
| 2013/2014 | 102    | 985     |
| 2014/2015 | 99     | 919     |
| 2015/2016 | 97     | 879     |
| 2016/2017 | 91     | 841     |
| 2017/2018 | 90     | 800     |
| 2018/2019 | 84     | 805     |
| 2019/2020 | 81     | 792     |
| 2020/2021 | 83     | 787     |
| 2021/2022 | 81     | 786     |
| 2022/2023 | 80     | 812     |
| 2023/2024 | 80     | 802     |
| 2024/2025 | 90     | 812     |

Quelle: Schulverzeichnis Berliner Schulen

## Ehemalige Lehrer
- Walther Abel (1906–1987), Schulleiter 1956–1972, Altphilologe
- Ludwig Gurlitt (1855–1931), Reformpädagoge
- Werner Hirsch (1930–2013), Schulleiter 1972–1994, Altphilologe
- Theodor Ickler (* 1944), Linguist
- Claus Korch (1936–2019), Bildhauer und Grafiker
- André Krigar (* 1952), Maler
- Emil Kroymann (1865–1951), Schulleiter 1919–1931
- Robert Lück (1851–1930), Schulleiter 1886–1919
- Fritz Sommer, Schulleiter 1931–1956, Freistellung zwischen 1945 und 1949 wegen Entnazifizierung[6]
- Walter Stahlberg (1863–1951), Lehrer ab 1891

## Ehemalige Schüler
Alphabetisch geordnet
- Berthold Altmann (1896–1992), Jurist
- Ulrich Altmann (1889–1950), Theologe
- Michael Benjamin (1932–2000), Jurist, Politiker (PDS)
- Hans Blüher (1888–1955), Schriftsteller
- Roger Boggasch (1965–2015), Dirigent
- Christoph Broelsch (1944–2019), Chirurg und Pionier der Lebertransplantation
- Iradj El-Qalqili (* 1975), Ruderer
- Gernot Erler (* 1944), Bundestagsabgeordneter (SPD)
- Karl Fischer (1881–1941), Begründer der Wandervogelbewegung[7]
- Ferdinand Friedensburg (1886–1972), Ehrenbürger von Berlin
- Karin Friedrich (1925–2015), Journalistin, Mitglied der Widerstandsgruppe Onkel Emil
- Horst Grabert (1927–2011), Bauingenieur, Senator von Berlin, Mitglied des Berliner Abgeordnetenhauses, Chef des Bundeskanzleramtes und Diplomat
- Magali Greif (* 1998), Schauspielerin
- Walter Gropius (1883–1969), Architekt
- Rainer Hachfeld (1939–2024), politischer Karikaturist und Bühnenautor
- Viviane Hagner (* 1976), Violinistin
- Klaus Heinrich (1927–2020), Religionsphilosoph
- Jan Herzog (* 1974), Arzt, Ruderer
- Fritz Hinderer (1912–1991), Astronom und Astrophysiker
- Tonio Hölscher (* 1940), Klassischer Archäologe
- Günther Jauch (* 1956), Fernsehmoderator[8]
- Johanna Klum (* 1980), Fernsehmoderatorin
- Wolfgang Krause (1895–1970), Sprachwissenschaftler
- Lutz Kruschwitz (* 1943), Betriebswirt
- Hansheinrich Kummerow (1903–1944), Wissenschaftler und Techniker, hingerichtetes Mitglied der Widerstandsgruppe Rote Kapelle
- Uwe Lehmann-Brauns (* 1938), Vizepräsident des Berliner Abgeordnetenhaus
- Robert Liebknecht (1903–1994), Maler, Sohn von Karl Liebknecht
- Volker Ludwig (* 1937), Gründer des Grips-Theaters Berlin
- Christoph Markschies (* 1962), ehemaliger Präsident der Humboldt-Universität zu Berlin
- Ernst Wilhelm Nay (1902–1968), Maler
- Ehrenfried Günther Freiherr von Hünefeld (1892–1929), deutscher Flugpionier
- Georg Nolte (* 1959), Völkerrechtler
- Robert Pfleger (1906–1971), Chemiker und Pharmaunternehmer
- Prinz Pi, eigentlich Friedrich Kautz (* 1979), deutscher Rapper
- Karl Albrecht Schachtschneider (* 1940), Staatsrechtslehrer in Erlangen
- Christian Schertz (* 1966), Rechtsanwalt
- Georg Schertz (* 1935), Polizeipräsident in Berlin
- Rupert Scholz (* 1937), Staatsrechtslehrer in München, Berliner Senator für Justiz, Bundesminister der Verteidigung
- Walter Schottky (1886–1976), Physiker
- Chris Schummert (* 1993), Popsänger
- Alexander Schwan (1931–1989), Politikwissenschaftler
- Hans Schwarz (1890–1967), Schriftsteller
- Kyrill-Alexander Schwarz (* 1968), Staatsrechtslehrer in Würzburg
- Götz von Selle (1893–1956), Bibliothekar und Historiker
- Kayla Shyx (* 2002), Schauspielerin
- Christian Thielemann (* 1959), Dirigent
- Klaus von Trotha (* 1938), Wissenschaftsminister Baden-Württemberg
- Walther Wever (1887–1936), Generalleutnant, Chef des Generalstabes der Luftwaffe
- Claudia Winterstein (* 1950), MdB (FDP)
- Sebastian Wolter (* 1977), Freestyle-Motocrosser
- Benjamin Zobrys (* 1976), Schauspieler